# 船田章
船田 章（ふなだ あきら、1922年（大正11年）1月11日 - 2021年（令和3年）2月15日）は、日本の政治家。医師。医学博士。栃木県小山市長（3期）。

## 来歴
栃木県下都賀郡豊田村（のち美田村、現・小山市）卒島出身。1944年、東北帝国大学専門部卒。卒業後は軍医として台湾に赴任する。戦後、帰国し、小山市で開業した。1988年、小山市長選挙に立候補し初当選。1992年と1996年は無投票当選。市長を3期務めた。2021年2月15日、老衰のため死去、99歳。死没日をもって正八位から従五位に叙される。